# I Corpo d'armata
Il I Corpo d'armata fu una grande unità del Regio Esercito italiano attivo principalmente durante la seconda guerra mondiale. Fu di sede a Torino.

## Storia
Il I Corpo d'armata trae le proprie origini dalle ceneri del I Comando generale di Torino formatosi all'indomani della costituzione del Regno d'Italia e poi rimpiazzato dal I Corpo d'armata col decreto del 22 marzo 1877 che istituì appunto i corpi d'armata presenti su scala nazionale.
Durante la prima guerra mondiale il corpo d'armata venne impiegato per la difesa dell'area del fronte alpino occidentale e poi in difesa di Torino. Durante la seconda guerra mondiale, nel 1940, il I Corpo d'armata prese parte alle operazioni contro la Francia dal 21 al 25 giugno, raggiungendo Arc a Bessans, Bramans, Modane e Termignon per poi rientrare dal 15 luglio a Torino. Data la sede del comando e la vicinanza con la Francia, nel 1942 lo stesso corpo d'armata venne impiegato dall'11 novembre nel territorio francese, schierandosi in operazioni di difesa costiera nelle aree di Cavater e Cap Martin ove rimase sino alla firma dell'armistizio dell'8 settembre 1943 che ne predispose lo scioglimento.

## Composizione

### 1920-1940
Corpo d'armata di Torino I
- Div. fant. Torino (1ª) poi Superga
- Div. fant. Novara (2ª) poi Sforzesca

### 1935-1936
I Corpo d'armata in Africa
- 30ª Divisione fanteria "Sabauda"
- 5ª Divisione alpina "Pusteria"
- 26ª Divisione fanteria "Assietta"
- 4ª Divisione CC.NN.

### 1940-1943
- 59ª Divisione fanteria "Cagliari"
- 1ª Divisione fanteria "Superga"
- 24ª Divisione fanteria "Pinerolo"
- 223ª Divisione costiera
- 224ª Divisione costiera

## Comandanti
- Generale di corpo d'armata Carlo Vecchiarelli (1940)
- Generale di corpo d'armata Curio Barbasetti di Prun (1940-42)
- Generale Federico Romero (1942-43)